# Compromiso de trabajo
El compromiso laboral tiene que ver con el  "aprovechamiento de los roles laborales de los trabajadores  con la organización: en el compromiso, las personas se emplean y se expresan física, cognitiva, emocional y mentalmente durante el desempeño de sus roles".: 694 La motivaciónn laboral se compone de tres aspectos: compromiso cognitivo, emocional y físico. 
Existen dos escuelas de pensamiento con respecto a la definición de compromiso laboral. En la primera, Maslach y Leiter suponen que existe una línea en la que el agotamiento y el compromiso son dos polos opuestos.  La segunda escuela de pensamiento aplica el compromiso por derecho propio como la antítesis positiva del agotamiento.  Según este enfoque, el compromiso laboral se define como un estado mental positivo, satisfactorio y relacionado con el trabajo que se caracteriza por el vigor, la dedicación y la absorción.  El vigor se caracteriza por altos niveles de energía y resiliencia mental durante el trabajo, la voluntad de invertir esfuerzo en el propio trabajo y la perseverancia incluso ante las dificultades; dedicación al estar fuertemente involucrado en el trabajo de uno y experimentar un sentido de importancia, entusiasmo, inspiración, orgullo y desafío; y absorción al estar completamente concentrado y felizmente absorto en el trabajo, por lo que el tiempo pasa rápidamente y uno tiene dificultades para desprenderse del trabajo. 
Las organizaciones necesitan empleados dedicados y enérgicos: personas comprometidas con su trabajo. Estas organizaciones esperan de sus empleados proactividad, iniciativa y responsabilidad para el desarrollo personal. 
El compromiso de trabajo, o laboral, está relacionado positivamente con concepciones similares, como la participación en el trabajo y el compromiso de organización,  comportamiento dentro y fuera del rol, pero, sin embargo, puede diferenciarse de ellos;  iniciativa personal,  tipo A,  y adicción al trabajo .  Además, los trabajadores comprometidos se caracterizan por bajos niveles de agotamiento,  así como por bajos niveles de neuroticismo y altos niveles de extraversión .  También disfrutan de buena salud física y mental . 

## Conceptualización
Generalmente, el compromiso laboral se conceptualiza como un fenómeno relativamente estable. Esto puede explicarse por la presencia de características laborales y organizativas específicas.   Sin embargo, este compromiso es variable, no estático:  el nivel de compromiso puede incluso variar semanalmente  o día a día.    Se presta cada vez más atención a estas fluctuaciones a corto plazo mediante la realización de estudios de muestras de experiencias y estudios de diarios.  Christian, Garza y Slaughter (2011) metaanalizaron más de 90 estudios de investigación sobre el compromiso de trabajo. Descubrieron que el compromiso de trabajo, o laboral, no tiene que ver ni con la satisfacción laboral, ni con el compromiso organizacional, ni con la implicación laboral. 

## Método de Medida
Los tres aspectos del compromiso laboral (vigor, dedicación y absorción) se evalúan mediante la Escala de Compromiso Laboral de Utrecht (UWES),  que actualmente está disponible en 20 idiomas y puede usarse libremente para fines no comerciales. Además, están disponibles un formulario breve  y una versión para estudiantes. La fiabilidad y validez del UWES está documentada en varios estudios. 
El Balance de Agotamiento de Oldenburg (OLBI)   es un instrumento alternativo para la evaluación del compromiso laboral. Consta de dos dimensiones: agotamiento-vigor y cinismo-dedicación. 
La acepción de impulso, recientemente aplicado, se propuso como la dimensión clave de diferencia individual del compromiso laboral y ha mostrado resultados psicométricos prometedores.  Medido sobre la base de 13 facetas y tres aspectos (pasión, esfuerzo, ideación),  se argumenta que el impulso predice los niveles futuros de motivación y compromiso mejor que medir estos atributos directamente en cualquier momento y en cualquier contexto dado.

## Conductores principales
Las investigaciones presentan dos factores clave de variables que impulsan el compromiso laboral:
- Recursos laborales : se ha descubierto que el compromiso  de trabajo está asociado positivamente con los recursos laborales, como el apoyo social de los compañeros de trabajo y de los altos cargos de la empresa, la retroalimentación sobre el desempeño, el entrenamiento, el control del trabajo, la variedad de tareas, las oportunidades de aprendizaje y desarrollo y las instalaciones de capacitación. Estos recursos son útiles para reducir la tensión (motivo de bajas y demandas), pero también son útiles para lograr los objetivos laborales y estimulan el aprendizaje, el crecimiento y el desarrollo personal. Un descubrimiento importante ha sido que el 'potencial motivacional' de los recursos laborales es particularmente destacado frente a altas demandas laborales. [31]

Ejemplo : en un estudio longitudinal entre 2555 dentistas finlandeses, los investigadores descubrieron que los recursos laborales conducen al compromiso laboral, lo que a su vez influía en el nivel de iniciativa personal y, en consecuencia, en la innovación de la unidad de trabajo. 
Ejemplo: en un estudio que tenía como objetivo examinar los recursos laborales, el compromiso laboral y las preferencias de los productores lecheros finlandeses con respecto a los métodos para mejorar el bienestar general mientras trabajan en las granjas. Los resultados indican que la familia, el trabajo con ganado, animales de granja sanos, una carga de trabajo razonable y una economía agrícola sostenible tienen la capacidad de crear impactos positivos en el bienestar de los productores de leche. El bienestar en las granjas es parte de la producción sostenible de alimentos. 
- Recursos personales : los recursos personales, como el optimismo, la autoeficacia y la resiliencia, son funcionales para controlar el entorno y ejercer impacto sobre él de forma exitosa. Además, los empleados comprometidos tienen varias características personales que los diferencian de los empleados menos comprometidos. El modelo de cinco factores es útil para examinar la fuente disposicional del compromiso laboral. Como factor de orden superior, el compromiso laboral se relacionó con cinco factores grandes. [34] Algunos ejemplos son la extraversión, la escrupulosidad y la estabilidad emocional. El capital psicológico también parece estar relacionado con el compromiso laboral. [7]

Ejemplo : Xanthopoulou, Bakker, Demerouti y Schaufeli (2007) estudiaron el compromiso laboral de los técnicos holandeses en relación con tres recursos personales ( autoeficacia, autoestima basada en la organización y optimismo).  Los resultados indicaron que estos recursos estaban relacionados con el compromiso laboral.
Para un modelo general de compromiso laboral, consulte Bakker y Demerouti (2008). 
El modelo de motivación laboral incluye 5 elementos de motivadores individuales: dinero, yo mismo, pertenencia a un equipo, dominio y misión. El enfoque es similar a la jerarquía de necesidades de Maslow .

## Actuación
El compromiso está relacionado con un mejor desempeño del trabajo . Por ejemplo, los trabajadores de contacto comprometidos de hoteles y restaurantes producen una mejor calidad de servicio percibida por sus clientes ;  cuanto más comprometidos se sientan los estudiantes universitarios, mayor será su promedio de calificaciones del próximo año;  cuanto mayor sea el nivel de participación de los asistentes de vuelo, mejor será su desempeño dentro y fuera de sus funciones en el vuelo;  y cuanto más comprometidos estén los trabajadores del restaurante, mayor será la facturación financiera del turno.  Otras investigaciones han demostrado vínculos entre las calificaciones de desempeño de los supervisores y el compromiso laboral de los docentes  y los trabajadores administrativos en los servicios financieros.  Salanova, Agut y Peiró (2005) encontraron una relación positiva entre los recursos de la organización, el compromiso laboral y el desempeño entre los empleados que trabajan en restaurantes y hoteles españoles. 
Hay varias razones posibles por las que los empleados comprometidos muestran un mayor rendimiento que los empleados no comprometidos: 
- A menudo experimentan emociones positivas;
- Experimentan una mejor salud;
- Crean su propio empleo y recursos personales;
- Transfieren su compromiso a otros (cross-over).

## Abajo
También existe la posibilidad de "comprometerse demasiado". Por ejemplo, puede distorsionar el equilibrio entre la vida laboral y personal cuando los empleados se llevan el trabajo a casa.  El compromiso excesivo también puede conducir a la adicción al trabajo . 